# 弗洛里斯一世
弗洛里斯一世（荷蘭語：Floris I，約1017年－1061年6月28日），荷蘭伯爵，德克三世的次子，1049年至1061年在位。

## 家庭
1050年左右，弗洛里斯與薩克森的格特魯德結婚，兩人共有2子1女：
1. 德克五世（1052年—1091年）
2. 弗洛里斯（約1055年—？年）
3. 貝兒塔（約1055年—1094年）